# Radio Wien
Radio Wien (Radio Wiedeń) – austriacka stacja radiowa należąca do publicznego nadawcy radiowo-telewizyjnego Österreichischer Rundfunk (ORF) i pełniąca w jego sieci rolę rozgłośni regionalnej dla kraju związkowego Wiedeń. Została uruchomiona w 1955 jako wiedeńska mutacja radia Ö2, zaś od 1998 stanowi w pełni samodzielną stację. Ramówka składa się z audycji mówionych na rozmaite tematy oraz muzyki programowanej według formatu soft AC.
Stacja dostępna jest w Wiedniu i okolicach w analogowym przekazie naziemnym, można jej również słuchać w Internecie oraz w niekodowanym przekazie z satelity Astra 1L. 